# Plastic Memories
Plastic Memories (プラスティック・メモリーズ Purasutikku Memorīzu), även känd som Pla-Memo (プラメモ Puramemo), är en japansk animeserie producerad av Doga Kobo och regisserad av Yoshiyuki Fujiwara. Tv-serien är skapad av Naotaka Hayashi, som i sin tur också skrev manuset med original karaktärsdesign av Okiura. Serien sändes ursprungligen i Japan mellan 5 april och 28 juni 2015.

## Handling
Plastic Memories utspelar sig i en stad i framtiden där människor lever tillsammans med androider som ser ut som människor. Dessa androider har samma funktioner som människor har, de har samma typ av känslor och samma typ av minne. SAI Corp, den ledande androidutvecklaren, har introducerat den avancerade androiden "Giftia", en android som efterliknar människor med en exakthet som aldrig tidigare skådats. Men det finns en nackdel: Giftia-modellens livslängd är förutbestämd och kan fungera i maximalt 81,920 timmar (cirka nio år och fyra månader). Efter detta degraderas deras programmering, deras minnesbanker slutar att fungera och androiden utvecklar våldsamma tendenser. För att skydda invånarna ifrån de skadade Giftia-androiderna skapas Terminal Service, som har till uppgift att återta  alla Giftia-androider innan androiden degraderas för att på ett säkert sätt kunna formatera minnesbankarna. 
Tittaren får följa ett av de många lag som har till uppgift att återta Giftia-androider, nämligen "Spottern" Tsukasa Mizugaki och "Marksman" Giftia-androiden Isla som snart utvecklar känslor för varandra. Deras relation kompliceras än mer när Isla nu börjar närmar sig sin maximala livslängd. Senare utvecklas deras relation, tills man får veta att Isla är nära sitt utgångsdatum.

## Karaktärer

### Terminal Service Ett
Tsukasa Mizugaki (水柿 ツカサ Mizugaki Tsukasa), spelad av Yasuaki Takumi. Tsukasa är en 18-årig kille som spelar huvudrollen. Efter att han misslyckades med att komma in på universitet på grund av medicinska problem får han genom sin far ett jobb på Terminal Service Ett, även om han inte vet vad de gör. Han blir tilldelad rollen att ta hand om Isla och han blir senare känslomässigt bunden till henne, omedveten om att hon är nära sitt utgångsdatum. När han får veta det vägrar han att lämna Isla och fortsätter att vara hennes partner. Han började få känslor för Isla när de först möttes, men förstår det inte förrän senare.
Isla (アイラ Aira), spelad av Sora Amamiya. Isla, den kvinnliga huvudpersonen, är en Giftia som har ett barnsligt utseende med hårflätor. Hon har en tendens att snubbla över föremål, och får dem runt sig att känna livets flyktighet. Hon sägs vara veteran på avdelningen och samarbetade en gång med Kazuki som sin marksman. Under senare tid är dock allt hon gör att servera te på SAI Corp. När Tsukasa anländer blir hon marksman till honom, trots att hon har mindre än 2000 timmar fram till slutet av sin livslängd. Hon utvecklar så småningom känslor för Tsukasa.
Michiru Kinushima (絹島 ミチル Kinushima Michiru), spelad av Chinatsu Akasaki. En 17-årig anställd som arbetar på SAI Terminal Service Ett och är ett år äldre än Tsukasa. Hon verkar utveckla känslor för Tsukasa, men vägrar att erkänna det. Hon uppfostrades av en Giftia, så hon har empati för "androidbarnen", folk som är uppfostrade av Giftia eller andra androider. Hon försökte att skydda sin far från att hämtas, vilket resulterade i att han blev en "Wanderer", och han blev senare skjuten av medlemmar av det privata säkerhetsföretaget R. Security. Det ledde till hennes långvariga hat mot dem. Denna erfarenhet har sedan dess lett till att hon gick med i Terminal Service Ett.
Zack (ザック Zakku), spelad av Sayuri Yahagi. En Giftia med utseendet av en överklasspojke. Han är Michirus marksman. Han älskar att reta folk och att avslöja sina innersta hemligheter.
Kazuki Kuwanomi (桑乃実 カヅキ Kuwanomi Kazuki), spelad av Megumi Toyoguchi. Tsukasas chef vid SAI Terminal Service Ett. Hon var en gång Islas övervakare och är starkt beskyddande mot sin tidigare partner, och skrämmer ibland sina medarbetare. Hon verkar vara svag för alkohol och har ett amputerat ben som resultatet av ett försök att hämta Michirus far för tre år sedan.
Constance (コンスタンス Konsutansu), spelad av Satoshi Hino. En Giftia som arbetar på SAI Terminal Service Ett. Han är Kazukis marksman och är känd för att vara artig.
Yasutaka Hanada (縹 ヤスタカ Hanada Yasutaka), spelad av Kenjiro Tsuda. En veterananställd på SAI Terminal Service Ett, där han har jobbat i tio år. Han har en avslappnad attityd och brist på motivation, vilket är ovanligt för någon med sådan erfarenhet vid Terminal Service.
Sherry (シェリー Sherī), spelad av Aimi. En Giftia som är Yasutakas marksman. Hon har en seriös personlighet och ett typiskt utseende för en karriärkvinna. Hon tenderar att bli irriterad över sin partners lättsamma inställning och att han ibland hoppar över arbetet. När hon är arg kan hon vara lika skrämmande som Kazuki.
Ren Kawarake (土器 レン Kawarake Ren), spelad av Shinnosuke Ogami. En anställd vid Terminal Service Ett. Han beskrivs av Zack som en "pencil pusher".
Eru Miru (海松 エル Miru Eru), spelad av Sumire Uesaka. En ingenjör på underhållsavdelningen, som har haft jobbet i endast två år. Hon är också en "android geek" som särskilt avgudar Isla. Hennes vän, en Giftia som heter Olivia, hämtades för många år sedan, men fick sitt operativsystem ersatt och lever nu ett nytt liv som marksman under namnet Andie, till Erus bestörtning.
Takao Yamanobe (山野辺 タカオ Yamanobe Takao), spelad av Nobuo Tobita. Sektionschef för SAI Terminal Service Ett. Han hade ursprungligen ett försäljningsjobb, och har därför ingen erfarenhet av sitt nuvarande jobb. Han verkar ha kommunikationsproblem med sin dotter.
Mikijiro Tetsuguro (鉄黒 ミキジロウ Tetsuguro Mikijirō), spelad av Mitsuaki Hoshino. Erus chef och chefen för Unit Testing Room, vilka mäter en Giftias fysiska färdigheter.

### Andra karaktärer
Chizu Shirohana (白花 チヅ Shirohana Chizu), spelad av Reiko Suzuki. En sträng äldre kvinna som uppfostrade Nina, en Giftia, som sitt surrogatbarnbarn.
Nina (ニーナ), spelad av Misaki Kuno. En Giftia som är uppfostrad av Chizu.
Souta Wakanae (若苗 ソウタ Wakanae Souta), spelad av Misato Fukuen. Ett ungt "androidbarn" som är uppfostrad av Marcia, hans familjs Giftia. Han har misstror till en början Giftias på grund av Marcias nära förestående "återvinning" och är villig att låta Marcia gå, men återvinner sin kärlek till henne med hjälp av Tsukasa, Isla och Michiru.
Marcia (マーシャ), spelad av Mamiko Noto. En Giftia som uppfostrade Souta i rollen som en äldre syster.
Shinonome (東雲), spelad av Kenta Miyake. En tillsynsman hos R. Security, vars uppgift är att leta rätt på Giftias som vänder sig till Wanderers efter att de har gått över sina utgångsdatum.
Andie (アンディ), spelad av Mikako Komatsu. En marksman från Terminal Service nr 3-kontoret. Hon var en gång Olivia, granne och vän till Eru, men hämtades av Terminal Service. Men på grund av budgetnedskärningar ersattes hennes operativsystem istället och hon blev återvunnen under sitt nuvarande namn.
Antonio Horizon (アントニオ・ホリゾン), spelad av Hiroshi Naka. En maffiachef som ägde Sarah och hade henne som sin livvakt. Under tiden med Sarah insåg han att hans livsstil hindrade henne från att leva ett normalt liv. På grund av det försökte han hitta en lekkamrat till henne.
Sarah (サラ), spelad av Ayahi Takagaki. En Giftia som anställdes av Antonio som sin livvakt, och jobbade som det i åratal. De två utvecklade en nära relation och hon tog också rollen som Antonios surrogatbarnbarn.